# Castillo de Bagrat
El castillo de Bagrat (en georgiano: ბაგრატის ციხე) fue una construcción defensiva construida en los siglos X y XI en la costa caucásica del Mar Negro, localizada actualmente cerca de Sujumi (de iure parte de Georgia aunque de facto de la autoproclamada República de Abjasia).

## Situación
Se sitúa en un monte, a 500 metros del mar, en la zona nordeste de la ciudad de Sujumi. Desde el emplazamiento del castillo hay una vista magnífica de Sujumi y sus alrededores. 

## Historia
El castillo su nombre al rey abjaso y más tarde georgiano Bagrat III (960-1014). Fue construido para proteger los accesos del sur de la ciudad y el puerto en la desembocadura del río Vasla en el mar Negro. También se utilizó como sede central del eristavi del ducado de Sujumi. También funcionó como refugio para la élite local, incluida la familia Shervashidze, en caso de peligro. En el siglo XVI, cuando el principal asentamiento de la villa se trasladó al oeste, en la margen derecha del río, el castillo fue abandonado y quedó en ruinas.
La fortaleza era oval y tenía dos entradas -oriental y occidental-, reforzadas por torres. Sólo se conservan las ruinas del en otro tiempo majestuoso castillo: parte de las murallas (su espesor es de hasta 1,8 m y su altura de entre 5 y 8 m) y los restos de un pasadizo subterráneo que conduce a un arroyo próximo. Las murallas estaban revestidas de guijarros pero con el tiempo se han ennegrecido y cubierto de arbustos y hiedra.  
A mediados del siglo XX se realizaron excavaciones arqueológicas (en las que participó Yuri Vóronov) en las que se hallaron pithoi (grandes vasijas), restos de jarras, utensilios de cocina, cuchillos de hierro, clavos y otros objetos, fechados entre los siglos XII y XIII. Fueron descubiertos asimismo ornamentos de cristal, monedas bizantinas del siglo XII y restos óseos animales.
Georgia ha inscrito el castillo en su registro de Monumentos Culturales de Importancia Nacional y ha comunicado, en 2015, su condición de urgente necesidad de conservación.

## Galería

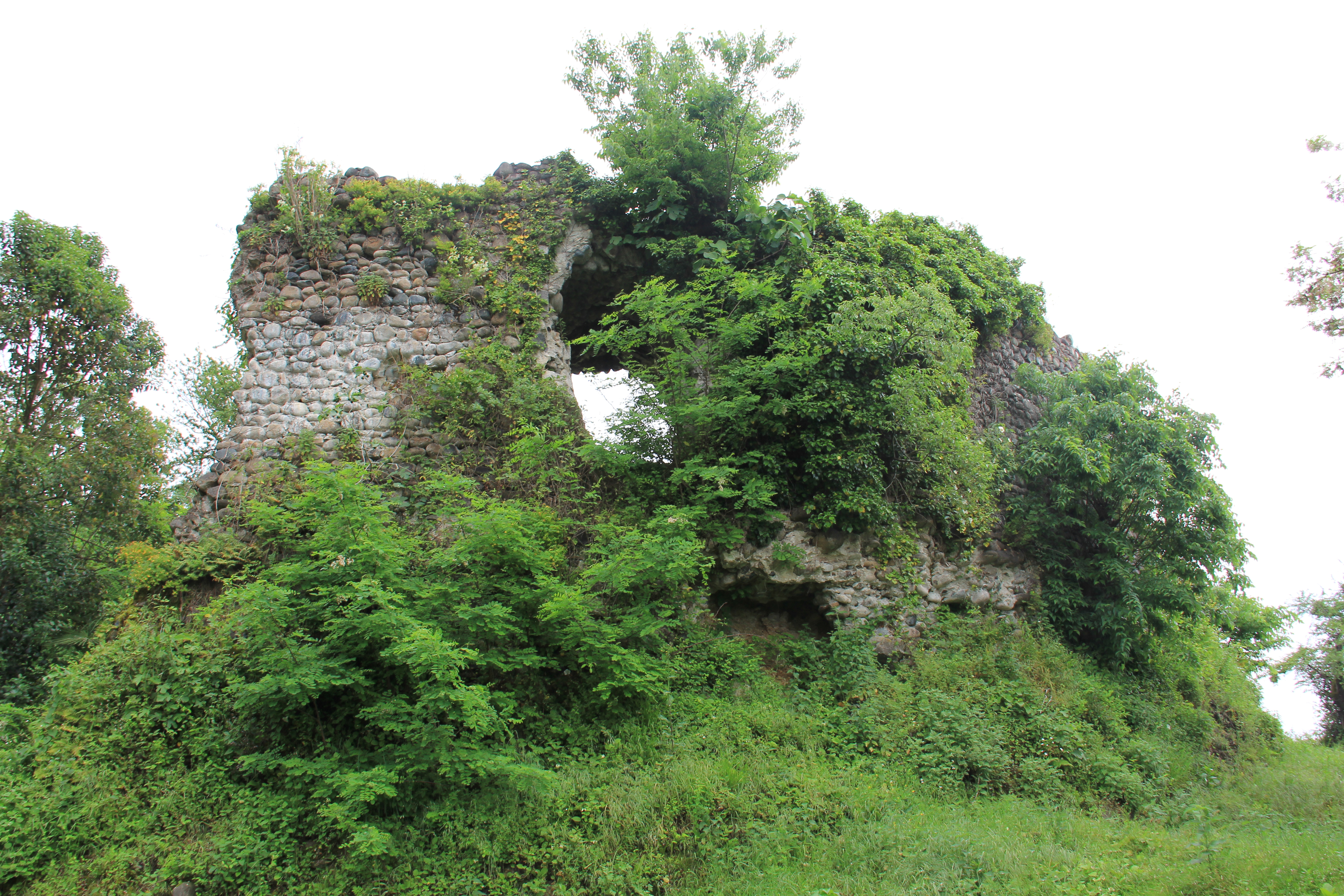
Castillo de Bagrat
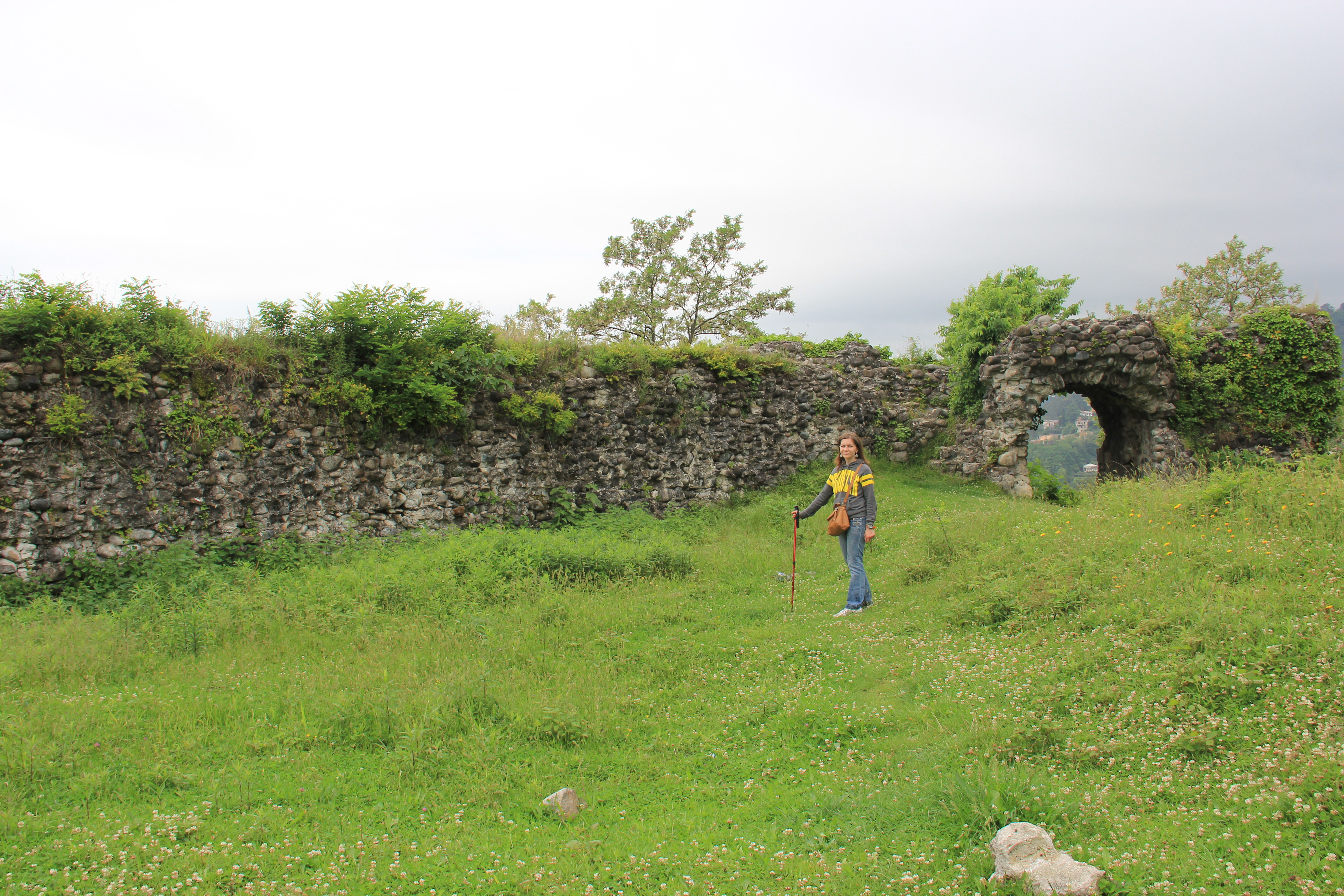
Interior del castillo de Bagrat
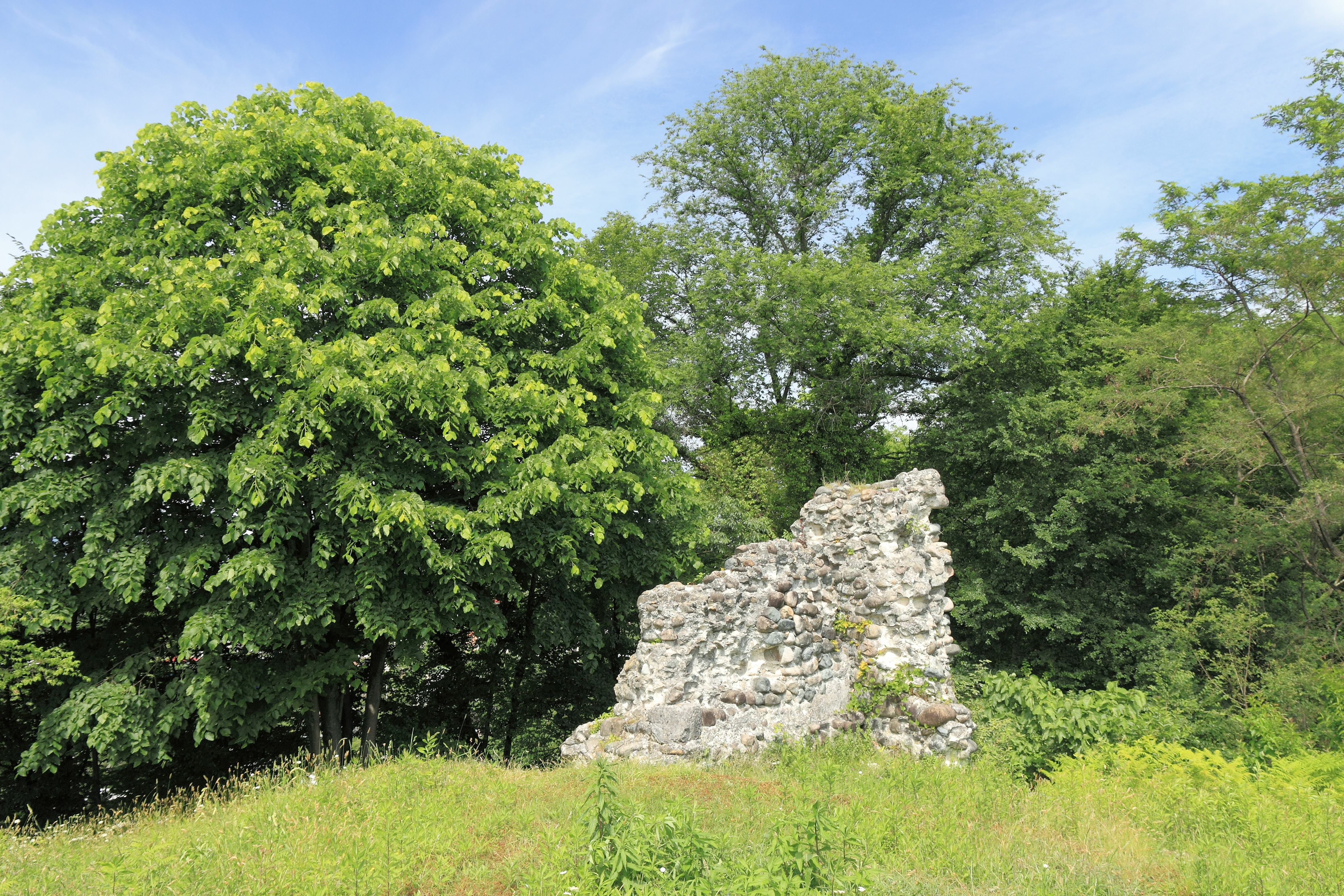
Muro del castillo